# Serdar Gürler
Serdar Gürler (ur. 14 września 1991 w Haguenau) – turecki piłkarz występujący na pozycji pomocnika w İstanbul Başakşehir.